# Al-Muzaffar Umar
Al-Muzaffar Taqi al-Din Umar (en árabe: المظفر تقي الدين عمر‎; fallecido en 1191) fue el príncipe kurdo ayubí de Hama desde 1179 hasta 1191 y general de Saladino. Era hijo del hermano de Saladino, Nur al-Din Shahanshah, y hermano de Farrukh Shah de Baalbek.

## Emir de Hama
Después de la conquista de Siria y el norte de Irak, Saladino nombró a Al-Muzaffar Umar soberano de la Mesopotamia gobernada por los ayubíes. En la ciudad de Edesa ubicada en el territorio mesopotámico, Al-Muzaffar Umar también construyó una madrasa. En particular, mostró favor por los que trabajaban en la ley religiosa y los sufíes. Se le entregó el principado de Hama cuatro años después de ayudar a Saladino a conquistarlo en 1175. Su ascendencia marcó el comienzo de una era de prosperidad para Hama que duró hasta el final del gobierno ayubí en 1341. Durante su reinado, la ciudad fue amurallada, y se construyeron palacios, mercados, madrasas y mezquitas.

## Virrey de Egipto
En 1181, mientras estaba en Manbij, intentó impedir que las fuerzas del zanguí Izz ad-Din Mas'ud llegaran a Alepo, pero fracasó y se vio obligado a retirarse a Hama. Dos años más tarde, el hermano de Saladino y su gobernante adjunto en Egipto, Al-Adil, fue enviado a sitiar Kerak en el sur de Transjordania, que estaba en manos de los cruzados. Por lo tanto, Saladino envió a Al-Muzaffar Umar como reemplazo de Al-Adil.
Mientras estuvo en Egipto, se le concedió la provincia de Fayyum como feudo. Fundó dos madrasas musulmanas sunitas (instituciones de educación islámica) en la provincia, una para la denominación Shafi'i y la otra para la denominación Maliki. En El Cairo, erigió una madrasa con el nombre de Manazil Al-Izz, que era una antigua residencia suya, originalmente tomada de los fatimíes. Todas sus propiedades egipcias se convirtieron en parte de su waqf ("dotación religiosa"). Sin embargo, en 1185, Saladino nombró a su hijo, Al-Aziz Uthman, para gobernar Egipto en su nombre.

## Regreso a Siria
Este acto molestó a Al-Muzaffar Umar, quien decidió invadir el Magreb, pero sus ayudantes lo disuadieron de hacerlo. Accedió a la petición de Saladino de que volviera a servir como comandante del ejército bajo su autoridad. Los dos se encontraron cerca de Damasco y Al-Muzaffar Umar fue amablemente recibido por su tío. Más tarde, en 1187, Al-Muzaffar Umar participó en la batalla de los Cuernos de Hattin, donde demostró ser fundamental en la decisiva victoria ayubí sobre los ejércitos cruzados.
Luego, regresó a Hama, y poco después dirigió sus fuerzas a Khilat en Mesopotamia con la intención de capturar el castillo de Manzikert, controlado por los selyúcidas. El asedio continuó durante semanas y Al-Muzaffar Umar murió mientras estaba vigente el 19 de octubre de 1191. Su cuerpo fue transportado a Hama donde fue enterrado. Su hijo Al-Mansur Muhammad fue designado su sucesor y los descendientes de Al-Muzaffar Umar acabarían gobernando Hama hasta ser depuestos por los mamelucos en 1341.
Baha ad-Din ibn Shaddad fue testigo de cómo Saladino y sus comandantes Ibn Jender, Sabek ad-Din e Izz ad-din rompieron en llanto cuando recibieron una carta que confirmaba la muerte de Al-Muzaffar Umar, falleció el viernes 19 de Ramadán.

## Legado
Los hijos de Al-Muzaffar Umar, Zein ad-Din y Al-Malik Al-Mansur, continuaron sirviendo a Saladino con la mayor lealtad.
De hecho, se sabe que Zein ad-Din castigó al renegado Ibn Kafjak por masacrar a la población de Urumiah en sus intentos de fomentar una lucha interna entre las filas musulmanas en lugar de encerrarlo en las mazmorras de Al-Kerkhani. Al-Malik Al-Mansur sucedió a su padre como emir de Hama.